# Tagomago
Tagomago, katalanisch Illa de Tagomago, spanisch Isla de Tagomago, ist eine Baleareninsel etwa 900 Meter östlich von Ibiza. Sie ist Teil von Santa Eulària des Riu. Ihre Gesamtfläche beträgt etwa 400.000 Quadratmeter und ihre größte Ausdehnung 1525 Meter. Tagomago ist felsig und weitgehend von Buschwerk bedeckt. Die höchste Erhebung liegt im Süden der Insel 113 Meter über dem Meer. Die Bucht im Westen dient als Naturhafen. Dort befindet sich ein Bootsanleger. Außer diesem und einem 1913 erbauten, 20,4 Meter hohen Leuchtturm an der 86,3 Meter über dem Meer gelegenen Südostspitze besteht die einzige Bebauung aus einer in den 1980er Jahren erbauten Villa im Inselinnern mit eigener Entsalzungsanlage und Stromversorgung. Einige Felsen tragen kunstvolle, aus der Zeit der Hippie-Bewegung stammende Malereien. Der Leuchtturm vom Tagomago ist Referenzpunkt für Schifffahrtsrouten von Ibiza nach Palma und Barcelona. Bekannt ist das Vorkommen von blauen Eidechsen auf der Insel.
Der Name Tagomago bedeutet vermutlich ‚Fels des Mago‘, was seinerseits auf den karthagischen Feldherrn Mago, einen Bruder Hannibals, zurückginge. In der Maurenzeit hatte die Insel den Namen Taj Umayu.
Sie kann im Rahmen einer organisierten Besichtigungstour von Cala Sant Vicent auf Ibiza aus besucht werden.

## Geschichte
Tagomago soll schon im 8. Jahrhundert vor Christus besiedelt gewesen sein. In späteren Zeiten diente es Piraten als Warenlager. Ende des 19. Jahrhunderts existierte ein kleines Fischerdorf, das später allerdings aufgegeben wurde. In den 1930er Jahren gehörte Tagomago der Familie Pujol. Während des Spanischen Bürgerkriegs enteignete das Franco-Regime die Familie, weil die Insel für Verteidigungszwecke genutzt werden sollte. Später wurde Tagomago an den Fürsten Emich zu Leiningen aus Amorbach verkauft, dessen Erben sich nach langjährigen Nachlassstreitigkeiten von der Insel trennten.
Sie befindet sich inzwischen im Besitz des Hamburger Immobilienunternehmers Matthias Kühn, der die Villa wochenweise vermietet. In Deutschland bekannt wurde die Insel durch die Hochzeitsfeier von Sabine Christiansen mit Norbert Medus.

## Naturschutzgebiete
Im Bereich von Tagomago existieren zwei Naturschutzgebiete, die als „Gebiete von gemeinschaftlicher Bedeutung“ nach der EU-Habitatrichtlinie ausgewiesen sind.
- Tagomago (Natura-2000-Code ES0000082) 39° 2′ 19″ N, 1° 38′ 38″ O
- Àrea marina de Tagomago (ES5310107) 39° 1′ 58″ N, 1° 37′ 14″ O

### Tagomago (ES0000082)
ES0000082 umfasst neben der kompletten Insel auch die umliegenden Seegebiete und hat eine Gesamtfläche von 554,24 ha. Im Norden, Süden und Westen grenzt es an das Natura-2000-Gebiet ES5310107.
An besonderen Lebensraumtypen kommen (gemäß der Liste der FFH-Lebensraumtypen) vor:
- Poseidonia-Seegraswiesen (Posidonion oceanicae) (Typ 1120)
- Mittelmeer-Felsküsten mit Vegetation mit endemischen Limonium-Arten (Typ 1240)
- Quellerwatten des Mittelmeer- und gemäßigten atlantischen Raums (Sarcocornetea fruticosae) (Typ 1420)

### Àrea marina de Tagomago (ES5310107)
ES5310107 umfasst im Wesentlichen das Seegebiet zwischen Ibiza und Tagomago, soweit es nicht zu ES0000082 gehört. Es hat eine Fläche von 745,29 ha.
Als besonderer Lebensraumtyp kommen Poseidonia-Seegraswiesen (Posidonion oceanicae) (Typ 1120) mit einem Anteil von 46,31 % am gesamten Gebiet vor.